# Lo Clopar
Lo Clopar, és una plana de ribera ocupava per una arbreda de clops (pollancres), actualment molt esclarissada, del terme municipal de Castell de Mur, a l'antic terme de Guàrdia de Tremp, en territori de la vila de Guàrdia de Noguera, al Pallars Jussà.
Està situat al nord de la vila, a llevant de la carretera C-13 davant de l'Estació de Guàrdia de Tremp, al sud-est dels Plans i a llevant de lo Rengar, a la dreta de la Noguera Pallaresa.

## Etimologia
Segons Joan Coromines, clopar és un derivat col·lectiu de clop, que és el mot pallarès amb què es coneix l'arbre denominat pollancre en altres comarques. Lo clopar és, doncs, la pollancreda.